# فوتوپلی
فوتوپلی (به انگلیسی: Photoplay) یکی از نخستین مجله‌های طرفداری فیلم (نام دیگری برای فوتوپلی) در آمریکا بود. این مجله در دهه‌های ۱۹۲۰ و ۱۹۳۰ در اوج بود.